# Novi avion
Novi Avion je bil projekt predlaganega jugoslovanskega enomotornega lovca četrte generacije. Letalo je na papirju zasnoval Vazduhoplovno Tehnički Institut (VTI). Imel naj bi delta krilo s kanardi pred njimi. Poganjal bi ga en francoski motor Snecma M88, ki se je uporabljal že na lovcu Dassault Rafale. Program je bil preklican leta 1991.

## Tehnične specifikacije
Splošne karakteristike
- Posadka: 1
- Dolžina: 13,75 m (45,1 ft)
- Razpon kril: 8,00 m (26,2 ft)
- Višina: 4,87 m (15,9 ft)
- Površina kril: 30 m² (322,9 sq.ft)
- Teža praznega letala: 6247 kg (13772 lb)
- Maks. vzletna teža: 13400 kg (29542 lb)
- Pogon letala: 1 × Snecma M88 turbofan
  - Potisk motorjev (suh): 50,04 kN (11250 lbf)
  - Potisk motorjev z dodatnim zgorevanjem: 75,62 kN (17000 lbf)

 Zmogljivost 
- Maks. hitrost: Mach 1,88 (1243 mph [2000 km/h])
- Doseg: 3765 km (2339 mi)
- Višina leta: 17000 m (55775 ft)
- Hitrost vzpenjanja: 16500 m/min ()
- Obremenitev kril: 446,67 kg/m² ()

Oborožitev

- Strelno orožje: 1× 30 mm top
- Nosilci za orožje: skupaj 11

Letalska elektronika

- Radar za kontrolo ognja
- Digitalni sistem upravljanja letala
- Stekleni kokpit